# Mohamed II de Corasmia
ʿAlāʾ-al-Din Moḥammad ibn Tekeš (en persa:  علاءالدین محمد خوارزمشاه; Nombre completo: Ala ad-Dunya wa ad-Din Abul-Fath Muhammad Sanjar ibn Tekish) fue el gobernante del Imperio Corasmio desde 1200 hasta 1220. Su antepasado era un esclavo turco que llegó a ser virrey de una pequeña provincia llamada Corasmia.

## Reinado
Nacido hacia 1169, hijo de Ala ad-Din Tekish, sah jorezmita de Corasmia, y la influyente Terken Jatún. Mohamed sucedió a su padre al morir este en 1200. Dos hermanos guríes, Ghiyas ad-Din Ghori y Mu'izz al-Din Muhammad, invadieron sus dominios justo después de su ascensión al trono. En pocas semanas, los hermanos habían trasladado sus ejércitos al oeste de Jorasán. Una vez que hubieron tomado Nishapur, Mu'izz al-Din fue enviado en una expedición a Ray (Irán), pero dejó que sus tropas se desmandaran y apenas sobrepasó Gorgán, ganándose la crítica de Ghiyas, lo que dio lugar a una querella entre ellos.
Ghiyas murió en Herat en 1202 tras unos meses de enfermedad. Mohamed II aprovechó esta oportunidad para invadir los dominios del Imperio gurida, y sitió Herat. Mu'izz, sin embargo, logró rechazarlo y luego lo persiguió hasta Corasmia, donde sitió Urgench, su capital. Mohamed pidió ayuda desesperadamente al Kanato de Kara-Kitai, que le envió un ejército. Mu'izz, se vio obligado a levantar el cerco y retirarse. Sin embargo, de camino hacia sus dominios en Ghur, fue derrotado en Andkhud, en 1204. Mu'izz al-Din fue más tarde asesinado, en 1206, lo que sumió al Imperio gurida en la guerra civil, de la que salió victorioso Ghiyath al-Din Mahmud.
Mohamed II capturó Samarcanda en 1207 a los Kara-Kitai, Tabaristán en 1210 a los Bavandidas y Transoxiana a los Qarajánidas. Siguió con su política expansionista, y conquistó Tashkent y Ferganá a los qarajánidas, y las regiones de Makrán y Baluchistán a los guridas y los atabegs de Azerbaiyán se hicieron sus vasallos en 1211. Finalmente, destruyó a los qarajanidas del oeste en 1212, y a los guridas en 1215, anexionando sus territorios. En 1212, la ciudad de Samarcanda se rebeló, matando a 8.000-10.000 jorezmitas que vivían allí. Mohamed, en represalia, saqueó la ciudad, y ejecutó a 10.000 ciudadanos de Samarcanda.
Hacia 1217 había conquistado todas las tierras desde el Sir Daria hasta el golfo pérsico, se declaró sah, y pidió el reconocimiento formal al califa de Bagdad. Cuando el califa an-Násir rechazó su petición, Ala ad-Din Mohamed reunió un ejército y marchó hacia Bagdad para deponer a an-Násir. Sin embargo, cuando cruzaba los montes Zagros, el ejército del sah quedó atrapado en una tormenta de nieve. Miles de guerreros murieron, y los generales no tuvieron otra elección que volver a casa.

## Caída y muerte

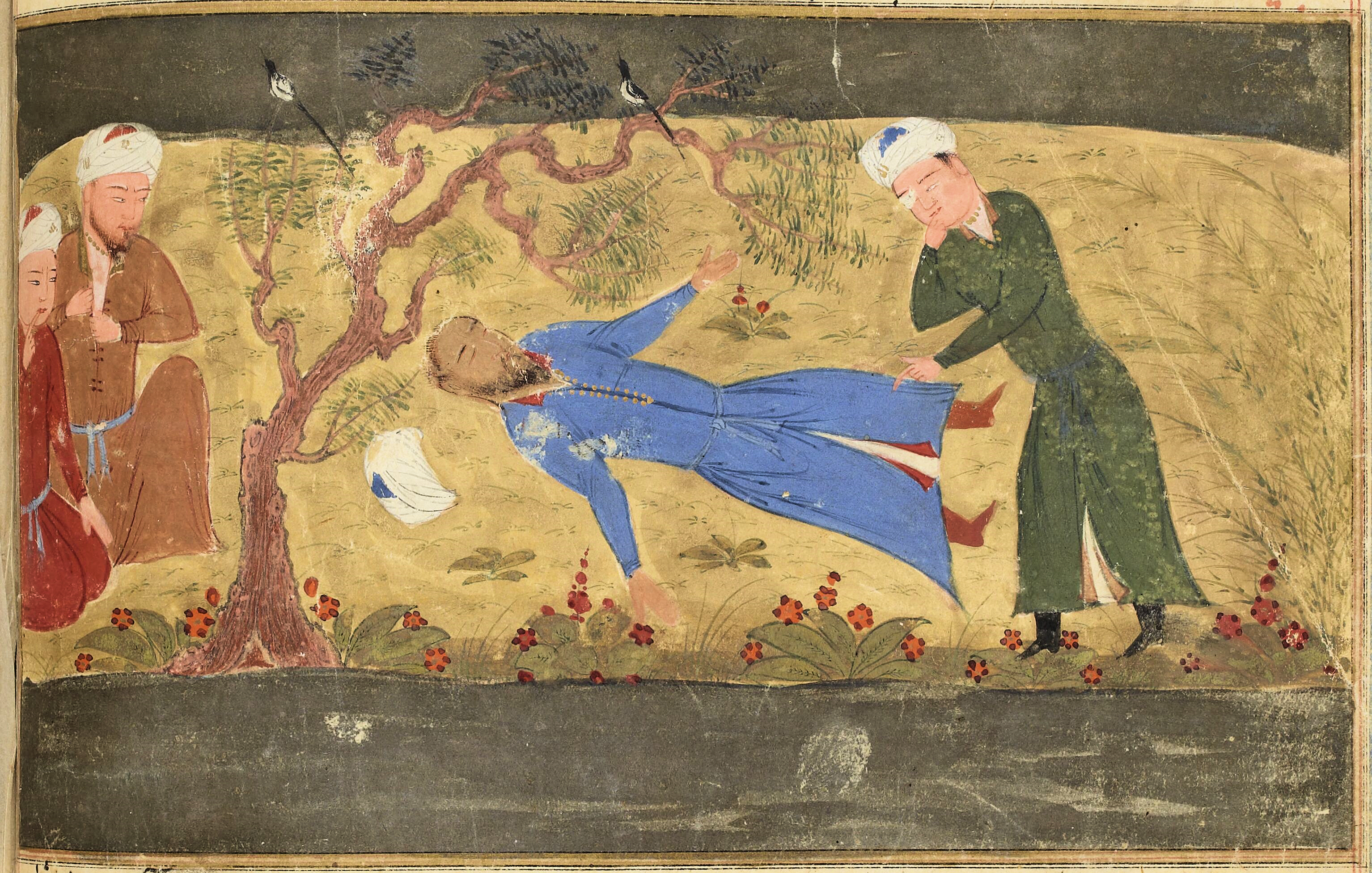
Muerte de Mohamed II. Miniatura del Jami al-Tawarij por Rashid-al-Din Hamadani.

Fue en esta situación que, en 1218, Gengis Kan envió a sus emisarios al sah en Samarcanda. El sah ordenó ejecutar a los diplomáticos mongoles y envió sus cabezas cortadas de vuelta a Gengis, desafiando a la gran potencia emergente, y Gengis respondió con una fuerza de 200.000 hombres que cruzaron el Sir Daria en 1220 y saqueó las ciudades de Samarcanda y Bujará. La capital de Mohamed, Urgench, cayó en 1221. Mohamed II huyó y buscó refugio en Jorasán, pero murió de pleuritis en una isla del mar Caspio, cerca del puerto de Abaskun algunas semanas más tarde.
Lo sucedió su hijo Jalal ad-Din Mingburnu.